# Reggimenti della Provincia del Basso Reno-Vestfalia
La Provincia del Basso Reno-Vestfalia consisteva principalmente da piccoli principati divisi tra loro tra confessione cattolica e luterana. 
Legenda
"(1555)" ecc. secondo la numerazione di Tessin | - luogo di stanza| * origine | † dissoluzione | > trasformazione in | = doppia funzione come reggimento imperiale e reggimento permanente dell'esercito dello stato offerente. Per gli eserciti permanenti sono indicati anche i nomi dei comandanti e il loro periodo di inizio servizio che si intende terminato all'arrivo del comandante successivo.

## Reggimenti esistenti a breve termine

### Fanteria
- Niederrheinisch-westfälisches Kreis-Infanterieregiment (1599) - Simone VI di Lippe *1599 - †1599
- Niederrheinisch-westfälisches Kreis-Infanterieregiment (1664) 1664/2 - Johann Gottfried von Uffeln *1664 - Waldbott 1664 - †1699
- Niederrheinisch-westfälisches Kreis-Infanterieregiment (1672) - Johann Emanuel Waldbott von Bassenheim *1672 - †1679 (unklar)
- Niederrheinisch-westfälisches Kreis-Infanterieregiment (1702) 1702/1 - von der Velde *1702 - Mengersen 1713 - †1713
- Niederrheinisch-westfälisches Kreis-Infanterieregiment Hennemann (1702) 1702/2 - Hennemann (Köln) *1702 - †1713
- Niederrheinisch-westfälisches Kreis-Infanterieregiment Rosenzweig (1702) 1702/3 - Rosenzweig (Westerweld) *1702 - †1713
- Niederrheinisch-westfälisches Kreis-Infanterieregiment la Marck (1734) 1734/1 - von der Marck (la Marck) *1734 - †1734
- Niederrheinisch-westfälisches Kreis-Infanterieregiment Wied-Runkel (1734) 1734/2 - Johann Ludwig Adolf zu Wied-Runkel (Westerwald) *1734 - †1734
- Niederrheinisch-westfälisches Kreis-Infanterieregiment Lüninghausen (1734) 1734/3 - Lüninghausen *1734 - †1734 > Kurkölnisches Infanterieregiment (1734)
- Niederrheinisch-westfälisches Kreis-Infanterieregiment (1734) 1734/4 - Hermann Werner von Schorlemmer (Paderborn) *1734 - †1734

### Cavalleria
- Niederrheinisch-westfälisches Kreis-Kavallerieregiment (1664/1) - Lothar von Post zu Bosfeld *1664 - †1664
- Niederrheinisch-westfälisches Kreis-Kavallerieregiment (1703/1) - Venningen *1703 - †1713
- Niederrheinisch-westfälisches Kreis-Kavallerieregiment (1703/2) - Hachenberg (Westerwald) *1703 - †1713